# Ilićani
Ilićani (cyr. Илићани) – wieś w Bośni i Hercegowinie, w Republice Serbskiej, w gminie Srbac. W 2013 roku liczyła 124 mieszkańców.